# Franja Tavčar
Franja Tavčar, slovenska političarka, * 8. februar 1868, Ljubljana, † 8. april 1938, Ljubljana.

## Življenje
Franja Tavčar, rojena Košenini, je bila hči nadtelegrafista Gustava in njegove žene Frančiške (roj. Arce). Obiskovala je nemško meščansko uršulinsko šolo. Pričela je sodelovati na slovenskih kulturno-prosvetnih prireditvah. Leta 1887 se je poročila z znanim pisateljem in politikom Ivanom Tavčarjem, v zakonu so se jima rodili štirje otroci, med njimi ena hči. 
Postala je ena najbolj vplivnih žensk najprej v liberalni stranki z imenom Narodno napredna stranka (NNS), nato pa v slovenski politiki nasploh, in sicer konec 19. in v začetku 20. stoletja. Bila je predsednica prve mestne ženske podružnice Družbe Sv. Cirila in Metoda, leta 1901 je bila soustanoviteljica Splošnega slovenskega ženskega društva, katerega predsednica je bila dolga leta. V deklaracijskem gibanju 1917/1918 je s  Cilko Krek prevzela vodilno vlogo v množičnem aktiviranju žensk v družabnem in političnem življenju. 
Po prvi svetovni vojni in ustanovitvi kraljevine Srbov, Hrvatov in Slovencev sta njena moč in vpliv še narasla. Leta 1925 je postala dvorna dama jugoslovanske kraljice Marije, leta  1928 je postala prva častna meščanka Ljubljane (bila je edina ženska, ki je pred drugo svetovno vojno pridobila to čast) in tudi članica številnih narodnih, kulturnih in dobrodelnih društev. Gmotno in moralno je podpirala mlade umetnike, predvsem moderniste (mdr. Cankarja, Murna ...).
Pokopana je v družinski grobnici Tavčarjevih na Visokem, kjer je bilo zbirališče meščanskih krogov.